# Joaquim Ravetllat i Estech
Joaquim Ravetllat i Estech (Salt, 19 de mayo de 1871-Salt, 17 de octubre de 1923) fue un veterinario y microbiólogo español.

## Biografía
Nacido en Salt (Gerona), cursó la carrera de veterinario en la Universidad de Madrid y completó sus estudios de bacteriología en el Laboratorio Municipal de Barcelona y en el de Jaime Ferrán y Clúa. Dedicó su investigación a la tuberculosis, sobre la que publicó multitud de trabajos, algunos en colaboración con Ramón Pla Armengol. Varios de ellos fueron extractados por la prensa extranjera y otros reproducidos íntegramente en revistas americanas.
Diversas asambleas de veterinarios de España y el Congreso de la Tuberculosis celebrado en San Sebastián se dirigieron a los poderes públicos solicitando una subvención para que Ravetllat i Estech pudiese continuar sus trabajos experimentales sobre la tuberculosis, y el 15 de julio de 1916 una comisión de veterinarios de Madrid entregó una instancia en este sentido al ministro de Instrucción Pública junto con un envío masivo de telegramas. Posteriormente, en 1918, la Academia y Laboratorio de Ciencias Médicas de Cataluña solicitó de la Mancomunidad Catalana que subvencionase dichos trabajos, creándose poco después en el manicomio de Salt, bajo los auspicios de aquel organismo, un laboratorio antituberculoso dirigido por Ravetllat i Estech y Pla Armengol. Elaboraron un suero que pretendía curar la enfermedad.

## Obra
La Enciclopedia Espasa enumera los siguientes trabajos de Ravetllat i Estech:
- Estudios experimentales sobre la tuberculosis
- Representante saprofito del bacilo de Koch
- Determinación de una tuberculosis puramente inflamatoria y rápidamente mortal en el conejo
- Bacteriología de las diferentes lesiones de la tuberculosis experimental del conejo y del cobaya
- Cultivo de un segundo antígeno no ácido-resistente y parásito obligado contenido en el virus tuberculoso natural
- Aislamiento del representante del bacilo de Koch, del virus tuberculoso natural
- Herencia de la tuberculosis y su relación con la nueva bacteriología de dicha enfermedad
- Estado actual de la nueva bacteriología de la tuberculosis y algunas notas inéditas de pasados experimentos
- Tuberculosis tóxicas y atóxicas
- Ensayo de una nueva patogenia de la tuberculosis
- Diferents tipus del bacil de Koch i de la bacteria tuberculosa, i reversibilitat d'aquests tipus
- Curación de la tuberculosis

Junto con Pla y Armengol:
- Transformació in vitro del bacil de Koch en bacteria A
- Contagio natural de la tuberculosis y manera de efectuarse la penetración del bacilo de Koch a través de los epitelios sanos